# AFC President's Cup 2005
De AFC President's Cup 2005 was de eerste editie van de AFC President's Cup, een jaarlijks internationaal voetbaltoernooi georganiseerd door de Asian Football Confederation.
Het toernooi vond plaats van 5 tot en met 14 mei 2005 in Kathmandu, Nepal. Regar-TadAZ Tursunzoda uit Tadzjikistan won de finale met 3-0 van Dordoi-Dynamo Naryn uit Kirgizië.

## Deelname
Deelname aan het toernooi is voor clubs uit landen die vanwege hun positie in de ranking van AFC niet in aanmerking komen om in de AFC Champions League of de AFC Cup te spelen, maar wel is een vereiste dat die landen een acceptabele competitie hebben.
De acht teams die deelnamen werden in twee groepen van vier teams verdeeld. In de groepsfase speelde elk team eenmaal tegen andere groepsleden. De winnaar en de nummer twee plaatsen zich voor de halve finale en de winnaars van de halve finale plaatsen zich voor de finale. Er was geen wedstrijd om de derde en vierde plaats.

## Groepsfase

### Groep A
| Team                     | Pts | Pld | W | D | L | GF | GA | GD |
| ------------------------ | --- | --- | - | - | - | -- | -- | -- |
| Regar-TadAZ Tursunzoda   | 7   | 3   | 2 | 1 | 0 | 9  | 1  | 8  |
| Three Star Club Patan    | 5   | 3   | 1 | 2 | 0 | 3  | 2  | 1  |
| Taipower                 | 4   | 3   | 1 | 1 | 1 | 2  | 4  | -2 |
| Transport United Thimphu | 0   | 3   | 0 | 0 | 3 | 2  | 9  | -7 |

| 4 mei 2005               |       |                          |                             |       |
| Three Star Club Patan    | 1 – 1 | Taipower                 | Dashrath Stadium, Kathmandu | 16:00 |
| Regar-TadAZ Tursunzoda   | 6 – 1 | Transport United Thimphu | Halchowk Stadium, Kathmandu | 16:00 |
| 6 mei 2005               |       |                          |                             |       |
| Taipower                 | 0 – 3 | Regar-TadAZ Tursunzoda   | Halchowk Stadium, Kathmandu | 16:00 |
| Transport United Thimphu | 1 – 2 | Three Star Club Patan    | Dashrath Stadium, Kathmandu | 16:00 |
| 8 mei 2005               |       |                          |                             |       |
| Taipower                 | 1 – 0 | Transport United Thimphu | Dashrath Stadium, Kathmandu | 16:00 |
| Three Star Club Patan    | 0 – 0 | Regar-TadAZ Tursunzoda   | Dashrath Stadium, Kathmandu | 16:00 |

### Groep B
| Team                    | Pts | Pld | W | D | L | GF | GA | GD |
| ----------------------- | --- | --- | - | - | - | -- | -- | -- |
| Dordoi-Dynamo Naryn     | 6   | 3   | 2 | 0 | 1 | 14 | 3  | 11 |
| Blue Star SC Kalutara   | 6   | 3   | 2 | 0 | 1 | 5  | 10 | -5 |
| WAPDA FC Lahore         | 3   | 3   | 1 | 0 | 2 | 2  | 3  | -1 |
| Hello United Phnom-Penh | 3   | 3   | 1 | 0 | 2 | 5  | 10 | -5 |

| 5 mei 2005              |        |                         |                             |       |
| Dordoi-Dynamo Naryn     | 6– 1   | Hello United Phnom-Penh | Halchowk Stadium, Kathmandu | 16:00 |
| WAPDA FC Lahore         | 0 – '1 | Blue Star SC Kalutara   | Dashrath Stadium, Kathmandu | 16:00 |
| 7 mei 2005              |        |                         |                             |       |
| Hello United Phnom-Penh | 2– 1   | WAPDA FC Lahore         | Halchowk Stadium, Kathmandu | 16:00 |
| Blue Star SC Kalutara   | 1 – 8  | Dordoi-Dynamo Naryn     | Dashrath Stadium, Kathmandu | 16:00 |
| 9 mei 2005              |        |                         |                             |       |
| Hello United Phnom-Penh | 2 – 3  | Blue Star SC Kalutara   | Dashrath Stadium, Kathmandu | 16:00 |
| Dordoi-Dynamo Naryn     | 0 – 1  | WAPDA FC Lahore         | Halchowk Stadium, Kathmandu | 16:00 |

## Halve finales
| 12 mei 2005            |                |                       |                             |       |
| Regar-TadAZ Tursunzoda | 6 – 0          | Blue Star SC Kalutara | Dashrath Stadium, Kathmandu | 16:00 |
| Dordoi-Dynamo Naryn    | 0 – 0 ns (4-3) | Three Star Club Patan | Dashrath Stadium, Kathmandu | 19:00 |

## Finale
| 14 mei 2005            |       |                     |                             |  |
| Regar-TadAZ Tursunzoda | 3 – 0 | Dordoi-Dynamo Naryn | Dashrath Stadium, Kathmandu |  |